# Sundastork
Sundastork (Ciconia stormi) är en starkt hotad sydöstasiatisk stork. Den anses vara starkt hotad.

## Utseende

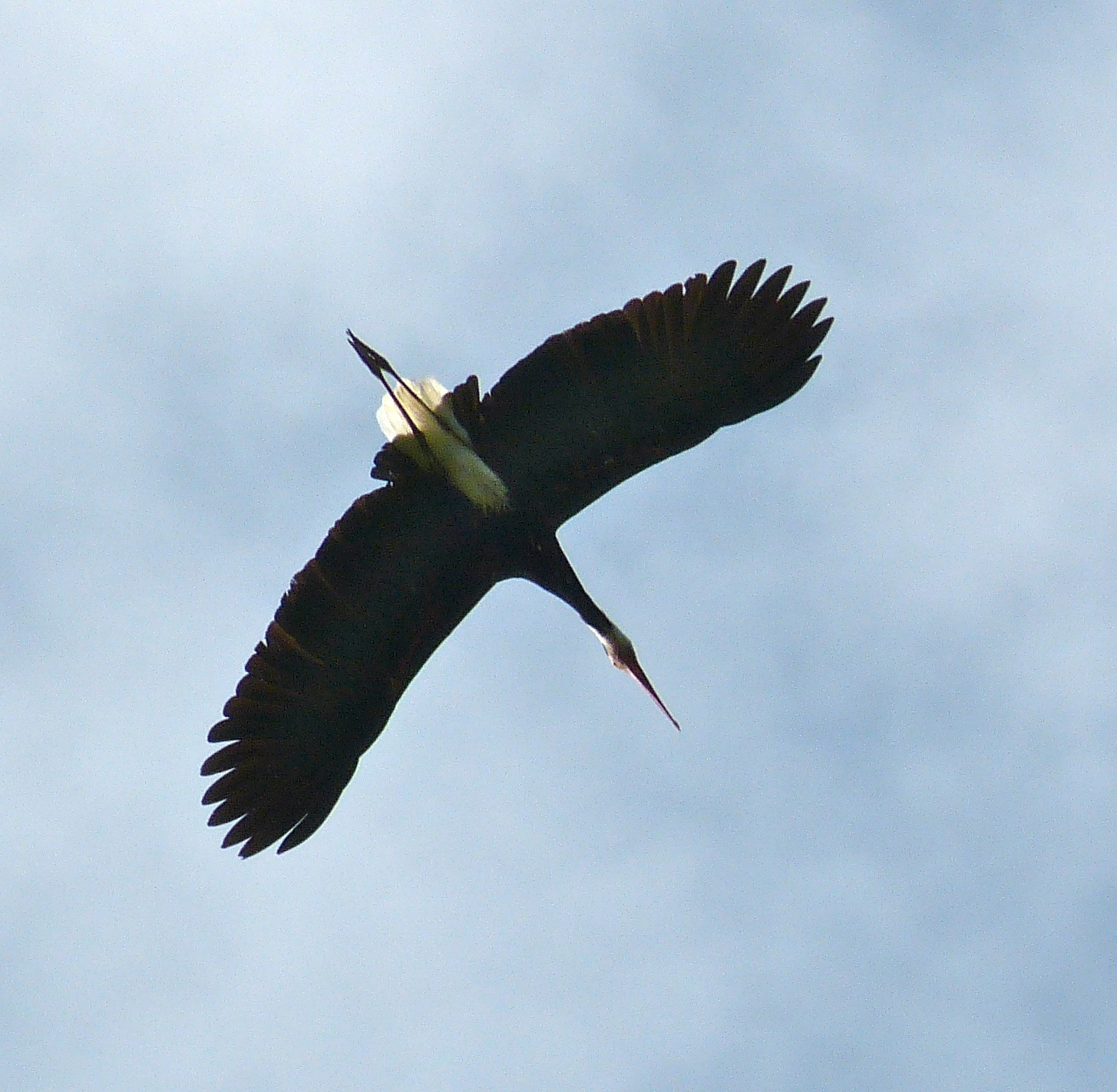
Exemplar av sundastork fotograferat i Kinabalu nationalpark i den malaysiska delstaten Sabah.

Sundastorken blir mellan 75 och 90 centimeter lång med en svartvit fjäderdräkt, en röd näbb och ett orange ansikte med gula fläckar vid ögonen. Liknande asiatisk ullhalsstork (Ciconia episcopus) har vit framhals istället för svart, mörk näbb och inre vingtäckarna är bronsaktigt färgade.

## Utbredning
Fågeln är känd från allra sydligaste Thailand, Malackahalvön, Sumatra och Borneo. På Malackahalvön finns bara en enda mycket liten population. Den troddes vara utdöd i Thailand fram till 2004 när en fågel fångades på bild i skogsområdet Klong Saeng-Khao Sok. Kärnan i utbredningsområdet är Sumatra, indonesiska delen av Borneo samt Brunei. Den lever på Borneo och Sumatra samt i södra Thailand, västra Malaysia och Brunei.

## Ekologi
Fågeln föredrar sumpiga områden i närheten av skog, gärna mark som översvämmas av flodvatten. Den livnär sig huvudsakligen av fisk, men troligen också reptiler, amfibier och insekter samt möjligen krabbor. Artens födosökningsbeteende är dåligt känt, men är troligen likt dess nära släktingar asiatisk ullhalsstork och svart stork. Den lever troligen mest ensam även om den tillfälligtvis har setts i små grupp om upp till sju individer, vid ett tillfälle i Brunei tolv individer.
Arten tros börja häckningen i augusti-september, åtminstone i Borneo där en nyss flygg unge hittats i november. Endast två bon med ungar har hittills hittats. Den häckar inte i kolonier utan parvis i träd. Fågeln lägger två till tre ägg som ruvas av båda föräldrar i mindre än 29 dagar. Ungarna blir flygga efter 57 dagar.

## Status och hot
Artens världspopulation tros bestå av mellan 300 och 1750 adulta individer och den tros minska snabbt i antal. Internationella naturvårdsunionen IUCN kategoriserar den därför som starkt hotad. Det mest akuta hotet mot sundastorken är förstörelse av dess habitat, främst av skogsavverkning och uppodling i form av oljepalms- och gummiplantager.

## Namn
Fågelns svenska och vetenskapliga artnamn hedrar Theodor Hugo Storm (1850–1927), en tysk marinofficer och samlare i Ostindien som emigrerade till USA 1893. (Ej att förväxla med den tyske juristen och författaren Theodor Storm, 1817–1888.) På svenska har den även kallats rödnäbbad ullhalsstork och Storms stork.